# Companhia Industrial de Conservas Alimentícias
A Companhia Industrial de Conservas Alimentícias, popularmente denominada como CICA, foi uma maior multiprodutora agrícola brasileira, reconhecida principalmente pela marca de atomatados Elefante. O slogan famoso da empresa era: "Se a marca é CICA, bons produtos indica". 
A empresa foi fundada em 1941, na cidade de Jundiaí, em São Paulo, como resultado da associação de vários imigrantes italianos, incluindo Alberto Bonfiglioli, os irmãos Salvatore e Antonino Messina, e as famílias Guerrazzi e Guzzo. Os sócios já trabalhavam com importação de alimentos, e um deles, o molho de tomate Cirio, o que os inspirou a criar uma empresa para produzir o extrato localmente. Eventualmente os produtos se expandiram para outros alimentos, como molhos de pimenta, maionese, marmeladas e goiabadas.
A publicidade da empresa foi notável por incluir os personagens de Mauricio de Sousa. Depois de uma tirinha de 1968 em que Mônica arrastava um elefante e Cebolinha afirmava que sua mãe não queria o animal, mas a massa de tomate, a CICA contatou Mauricio para que ele fizesse propagandas. A primeira foi um comercial animado do ano seguinte inspirado na tirinha com o elefante Jotalhão, que se tornou eventualmente o mascote da Elefante, substituindo um paquiderme realista.
Apesar de muito lucrativa, tendo fábricas em diversos lugares e até uma filial na Argentina, quando o Banco Auxiliar, também de propriedade da família Bonfiglioli, faliu em 1985, a CICA entrou em concordata preventiva, sendo vendida dois anos depois para o Grupo Ferruzzi. Em 1991, a Ferruzzi vendeu seus ativos para a Cragnotti & Partners, que por sua vez, revendeu a CICA para Gessy Lever em 1993. 
A fábrica original de Jundiaí foi fechada em 1998, e hoje parte da antiga fábrica é uma loja de materiais de construção. A maior parte dos produtos da CICA perdeu a logo da empresa em 2002, maior exceção sendo os atomatados Elefante, Pomarola e Pomodoro. Por um tempo, a marca CICA aparecia em conjunção à Knorr e, atualmente, é de propriedade da Cargill.